# Glanzer (Adelsgeschlecht)
Die Familie von Glanzer war ein österreichisches Rittergeschlecht mit Sitz auf Burg Odernheim in Kärnten.

## Wappen
Im Laufe der Geschichte führte das Geschlecht mehrere Wappen. Rainald von Glanzer führte ein Wappen mit einem weißen Hirschen auf blauem Grund. Auf der Burg Odernheim ist das Wappen geviertelt, zum einen zeigt es den weißen Hirschen auf blauen Grund, zum anderen zeigt einen schwarzen Bären auf gelben Grund.
Der verurteilte Verräter Rudolf von Glanzer führte ein rotes Wappen mit einem weißen Geißbock.

## Geschichte
Als Stammgründer führte das Geschlecht Karl von (der) Glan, der 1162 den Ritterschlag erhalten haben soll. Erster urkundlich erwähnter Glanzer war Rainald von Glanzer, der von 1173 bis 1206 gelebt hatte. Ob es sich hierbei wirklich um den Sohn Karls von Glan handelt ist bis heute ungeklärt.
Im Hoch- und Spätmittelalter waren die Glanzer einer der einflussreichsten Ritterfamilien in Kärnten, verloren nach Ende des Mittelalters aber immer mehr an Einfluss und versanken in Bedeutungslosigkeit.
1804 verriet Rudolf von Glanzer den österreichischen Kaiser und unterstützte Napoleon, er wurde allerdings gefasst und 1806 wegen Hochverrats angeklagt und verurteilt. Sein Besitz fiel an das Kaiserreich und die Familie verwirkte die Adelsprivilegien.

## Nachkommen
Das Geschlecht besteht theoretisch im Mannesstamm weiter, allerdings sind sie nicht berechtigt ein „von“ im Namen zu tragen. Auch haben sie kein Recht mehr auf ihre alten Besitztümer, wie zum Beispiel Burg Odernheim.
Nachkommen des Geschlechts leben in der Steiermark und Kärnten und tragen die Namen Glanzer, Pichler, Degold oder Griesenauer.